# Nacktbrustkänguru
Das Nacktbrustkänguru (Caloprymnus campestris) ist eine ausgestorbene Beutelsäugerart aus der Familie der Rattenkängurus (Potoroidae).

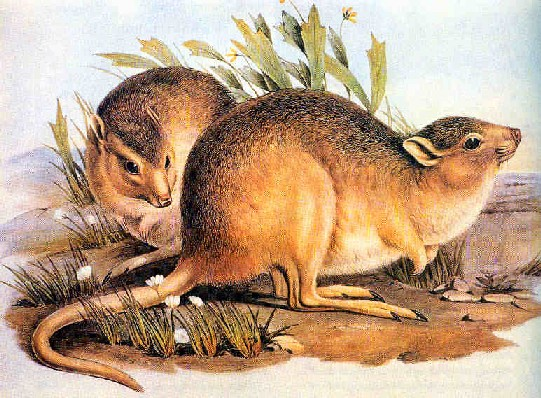
Zeichnung von John Gould

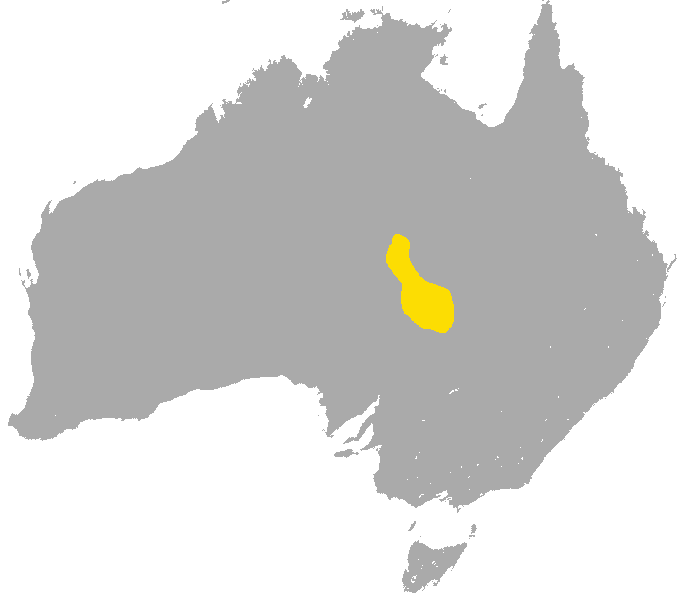
Das ehemalige Verbreitungsgebiet

## Beschreibung
Das Nacktbrustkänguru war im Körperbau von allen Rattenkängurus den eigentlichen Kängurus am ähnlichsten. Auffallend waren die großen Hinterbeine, die langgezogene, unbehaarte Schnauze und die langen, gebogenen Ohren. Das Fell war an der Oberseite gelblichbraun gefärbt, die Unterseite war heller, nahezu weißlich. Nacktbrustkängurus erreichten eine Kopfrumpflänge von 25 bis 28 Zentimetern, der Schwanz war länger als der Körper und gleichmäßig behaart, er erreichte Längen von 30 bis 37 Zentimetern. Das Gewicht dieser Tiere betrug 600 bis 1000 Gramm.

## Verbreitung und Lebensraum
Nacktbrustkängurus bewohnten ein relativ kleines Gebiet im Inneren Australiens, das Lake Eyre Basin im nördlichen South Australia und dem südwestlichen Queensland. Ihr Lebensraum waren trockene, wüstenartige Gebiete, die nur mit wenig Pflanzen bestanden sind.

## Lebensweise
Nacktbrustkängurus waren nachtaktive Einzelgänger. Den Tag verbrachten sie in selbstgebauten Nestern, die sie meist in Gruben angelegt haben, um dort Schatten zu finden. Wie die meisten Rattenkängurus kannten sie zwei Fortbewegungsarten, eine langsame auf allen vier Gliedmaßen, zum Beispiel bei der Nahrungssuche, und eine schnelle, bei der sie nur auf den Hinterbeinen hüpften, zum Beispiel auf der Flucht. Diese Tiere waren Allesfresser, die sowohl Insekten als auch pflanzlicher Nahrung zu sich nahmen.

## Fortpflanzung
Über die Fortpflanzung ist wenig bekannt. Nach rund ein- bis zweimonatiger Tragzeit hat das Weibchen meist ein einzelnes Jungtier zur Welt gebracht, das rund zwei bis drei Monate im Beutel der Mutter verbrachte. Im Alter von 11 bis 13 Monaten wurden sie geschlechtsreif. Die Lebenserwartung wird auf maximal 13 Jahre geschätzt.

## Das Aussterben
Nacktbrustkängurus galten in ihrem kleinen Verbreitungsgebiet bis in die 1930er-Jahre als relativ häufig. Nach einer ausgeprägten Trockenperiode wurden die Tiere 1935 zum letzten Mal gesehen. Als Gründe für das Aussterben gelten die Nachstellung durch eingeschleppte Räuber wie Füchse oder Hauskatzen, die Bejagung und die großflächige Einführung von Rindern und Schafen in ihrem Verbreitungsgebiet. 